# Fannia melania
Fannia melania är en tvåvingeart som först beskrevs av Dufour 1839.  Fannia melania ingår i släktet Fannia och familjen takdansflugor. Arten är reproducerande i Sverige. Inga underarter finns listade i Catalogue of Life.